# I Hear a Rhapsody
I Hear a Rhapsody ist ein Song, den George Fragos, Jack Wayne Baker Jr. und Dick Gasparre verfassten und 1941 veröffentlichten.

## Hintergrund
Bereits im Jahr seiner Veröffentlichung war der Song mehrmals in den US-Charts vertreten; Jimmy Dorsey and His Orchestra hatte mit I Hear a Rhapsody einen Nummer-eins-Hit in den USA. Die Version der Dorsey-Band war 1941 zehn Wochen in den Hitparaden, davon zwei auf #1. Auch Charlie Barnet and His Orchestra (mit Bob Carroll, Gesang; #2), der den Song bereits am 14. Oktober 1940 aufgenommen hatte, sowie Dinah Shore (#9), Al Donahue and His Orchestra (#22) und 1952 noch Frank Sinatra (#24) waren mit dem Song erfolgreich in den amerikanischen Hitparaden vertreten. 1941 wurde der Song auch von Duke Ellington, Glenn Miller, Connee Boswell aufgenommen, in Europa interpretierten ihn Coco Colignon und die Kordt Sisters. 1952 fand der Song Verwendung in dem Spielfilm Clash by Night (Regie Fritz Lang), in dem er von Tony Martin interpretiert wurde und an dessen Soundtrack Gerald Wiggins, Benny Carter und Coleman Hawkins beteiligt waren. Der Diskograf Tom Lord listet 345 Coverversionen der Komposition, von denen die Aufnahmen von Tal Farlow, George Shearing, John Coltrane, dem Duke Ellington Orchestra, Bill Evans/Jim Hall (Undercurrent), Howard Alden, Alan Broadbent, David Friesen, Bennie Wallace und Nick Brignola hervorzuheben sind. Die Musikzeitschrift Variety nahm I Hear a Rhapsody in ihre Liste Hit Parade of a Half-Century auf.